# Nelly Rudin
Nelly Rudin (* 11. Juli 1928 in Basel; † 4. Dezember 2013 in Zürich) war eine Schweizer Künstlerin und Gestalterin.

## Leben und Werk
Nach der Schulzeit in Basel besuchte Nelly Rudin von 1947 bis 1950 die dortige Gewerbeschule und liess sich zur Gestalterin ausbilden. Die im Swiss Style arbeitende Grafikerin war von 1951 bis 1954 für das Atelier des Basler Pharma- und Chemieunternehmens J. R. Geigy AG tätig.
Nachdem sie mit den Vertretern der Konkreten Kunst um Max Bill in Kontakt gekommen war, übersiedelte sie 1954 nach Zürich, wo sie für drei Jahre in dem von Ernst A. Heiniger und Josef Müller-Brockmann gemeinsam geführten Werbeatelier beschäftigt war. 1957 machte sie sich dort mit einem eigenen Büro selbständig. 
Bekannt wurde Rudin durch Plakate, die sie 1958 für die Schweizerische Ausstellung für Frauenarbeit (SAFFA) gestaltete, bei der sie unter anderem Monica Bürger portraitierte. Sie entwickelte dabei ein markantes Gestaltungsraster auf Basis grüner geometrischen Formen, die die Entwicklung von der frühesten Zivilisation bis zur modernen Frau andeuten als eine Abfolge quadratischer Elemente. Rudins Arbeiten wurde unter die 100 besten Plakate gewählt. Das zweite Heft der 1959 erschienenen Zeitschrift Neue Grafik stellt in der Rubrik Grafiker der neuen Generation Arbeiten Rudins vor. 1962 lehrte sie an der Kunstgewerbeschule Biel.
Nachdem sie in den folgenden Jahren noch die Gestaltung als Standbein behielt, entschied sie sich 1964, sich ganz als freie Künstlerin zu betätigen und der Konkreten Kunst zu widmen. Nach der ersten Ausstellung 1968 in der Galerie 58 in Rapperswil zeigte sie ihre Werke in zahlreichen Einzel- und Gruppenausstellungen. Eine grosse Retrospektive widmete ihr das Haus Konstruktiv 2011/12.